# سال‌های ناشناخته عیسی

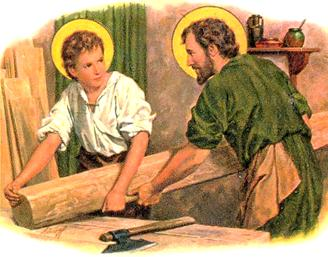
سالهای سکوت

عبارت سال‌های ناشناختهٔ عیسی (یا سال‌های سکوت یا سال‌های مفقود) کتاب‌های عهد جدید وجودبرای ارجاع به دوره‌ای از زندگی عیسی به‌کار می‌رود که در عهد جدید گزارشی از آنها وجود ندارد.
در انجیل لوقا ذکری از دوازده‌سالگیِ عیسی هست (باب ۲ آیه‌های ۴۲ و ۵۲)؛ اما از آنچه از این زمان تا آغاز تعالیمش گذشته‌است هیچ شرحی در انجیل‌های چهارگانه یا سایر  ندارد. در این مورد که عیسی در این سال‌ها کجا بوده‌است و چه می‌کرده نظریه‌های گوناگونی هست، از جمله اشتغال او به نجاری در جلیل.نظریه های مختلفی در مورد این وجود دارد كه عیسی در این سالها كجا بوده و چه كاری كرده است ، از جمله مشاركت وی در نجاری در جلیل و سفرهای او در جاده ابریشم قدیمی به كشمیر. <ref> "عیسی در کشمیر مقبره گمشده" ، نویسنده سوزان اولسون ، کتابهای دروازه ، 2019 